# Bohuslav Kalabus
Bohuslav Kalabus (* 19. srpna 1958) je bývalý český fotbalista, obránce.

## Fotbalová kariéra
V roce 1979 byl v týmu RH Cheb, který postoupil do nejvyšší soutěže. V letech 1979–1989 hrál za Škodu Plzeň. V československé lize nastoupil ve více než 40 utkáních.

## Ligová bilance
| Ročník                                   | Zápasy | Góly | Klub        |
| ---------------------------------------- | ------ | ---- | ----------- |
| 1. československá fotbalová liga 1979/80 | -      | 0    | Škoda Plzeň |
| 1. československá fotbalová liga 1986/87 | 20     | 0    | Škoda Plzeň |
| 1. československá fotbalová liga 1988/89 | 23     | 0    | Škoda Plzeň |
| CELKEM                                   | -      | 0    |             |